# 1er régiment du train parachutiste
 (août 2025).
Si vous disposez d'ouvrages ou d'articles de référence ou si vous connaissez des sites web de qualité traitant du thème abordé ici, merci de compléter l'article en donnant les références utiles à sa vérifiabilité et en les liant à la section « Notes et références ».
Ne doit pas être confondu avec 1er régiment du train.
Pour les articles homonymes, voir 1er régiment.
En France, un seul régiment de l'Armée de terre est spécialisé dans l'appui à la projection et le soutien par voie aérienne (aérotransport, aéroportage et aérolargage) : il s'agit du 1er régiment du train parachutiste (1er RTP), stationné à Francazal, sur l'ancienne base aérienne 101 (BA 101), près de Toulouse. Il fait partie de la 11e brigade parachutiste. Créé le 1er juillet 1999, le 1er régiment du train parachutiste est l'héritier des C.R.A (Compagnie de Ravitaillement par Air) puis C.L.A (Compagnie de Livraison par Air) d'Indochine, des G.L.A (Groupe de Livraison par Air) d'A.F.N, du R.L.A (Régiment de Livraison par Air) et de la B.O.M.A.P (Base opérationnelle mobile aéroportée).

## Missions

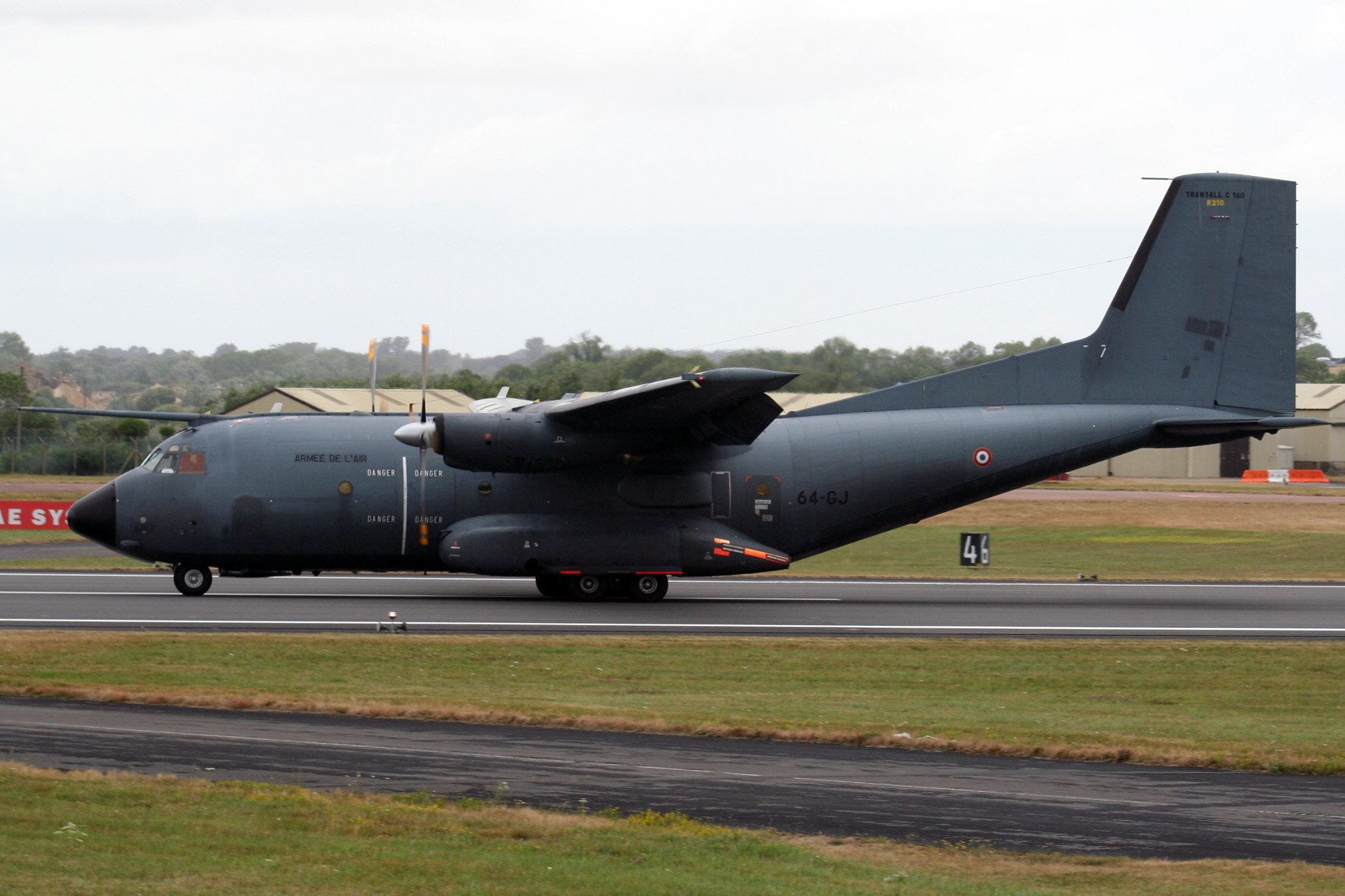
Le Transall C 160 doit être remplacé par l'A400M.

- Le largage de personnel de la 11e brigade parachutiste est assuré par une section largage dont les personnels sont tous moniteurs parachutistes, chefs largueurs et largueurs[1].
- Le largage du matériel est assuré par les escadrons de livraison par air. Ces unités disposent de chefs largueurs, largueurs, arrimeurs-largueurs[2].
- Le pliage et entretien des parachutes à matériel sont assurés par des personnels qualifiés du régiment (ECL), encadrés par des personnels spécialistes du matériel aéroporté. Quant à l'ensemble des parachutes à personnel, à la suite de la dissolution de la compagnie technique le 25 janvier 2008, il est entretenu et plié par le 3e RMAT, au centre de maintenance automatisé de pliage à Montauban[3],[4].
- L’armement de bases opérationnelles aéroportées (BOAP) qui sont chargées d'appuyer la mise à terre des unités à projeter et de co-localiser l'ensemble des PC (postes de commandement) des unités impliquées dans une OAP (opération aéroportée)

## Composition
- 1 ECL (Escadron Commandement et Logistique):« Accroche-toi »

ELA (Escadrons de Livraison par Air)
- 1er ELA : « Le devoir par le ciel »
- 2e ELA : « Au-dessus des meilleurs »
- 3e ELA : « Le salut vient des cieux »
- 1 EAMT (Escadron d’Appui à la Mise à terre)
- EPAA : Escadron de Protection et d’Appui Aéroportuaire, escadron de réserve spécialisé « Vae victis » (anciennement Escadron de Défense et d'Intervention).

## Étendard
Il porte l'inscription :

Étendard du 1er régiment du train parachutiste de l'armée française, avec ses batailles.

Sa cravate est décorée de la Croix de guerre des théâtres d'opérations extérieures  avec trois étoiles de vermeil avec barrette gravée au sigle R.L.A sur le ruban conformément aux citations ci-jointes :
- Ordre général n° 429 du 3 novembre 1950 à l'ordre du corps d'armée

- Ordre général n° 1279 du 30 septembre 1952 à l'ordre du corps d'armée

- Ordre général n° 479 du 15 mai 1954 à l'ordre du corps d'armée

Elle est également décorée de la Croix de la Valeur militaire avec 2  étoiles : une étoile de bronze remise le 1er octobre 2013 au titre de l'Afghanistan, et une étoile d'argent remise le 26 septembre 2014 au titre de son engagement au Mali.

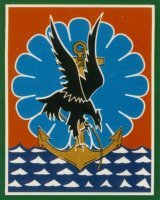
Insigne de la 11e brigade parachutiste.
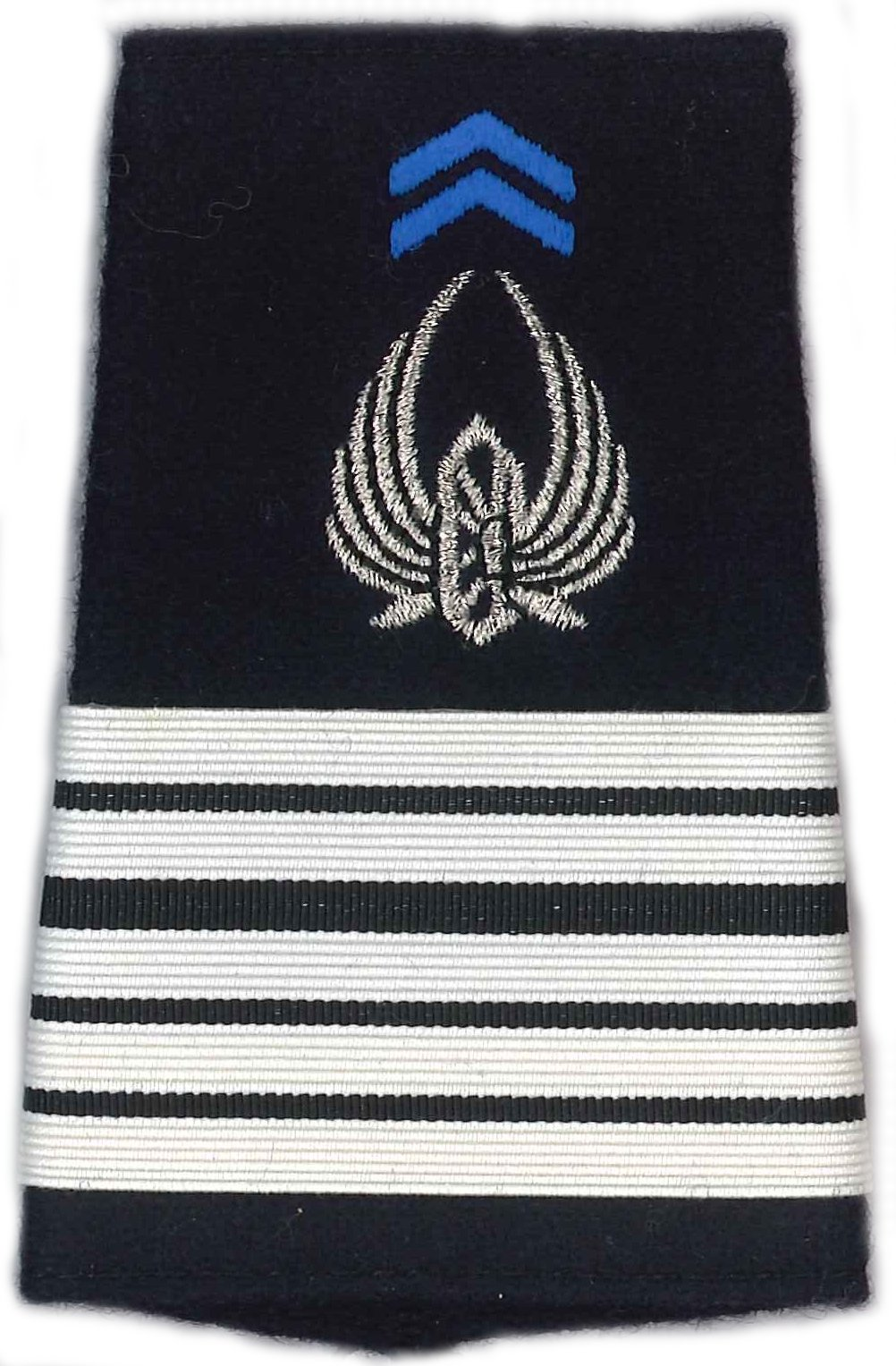
Fourreau d'épaule de Colonel du 1°RTP.
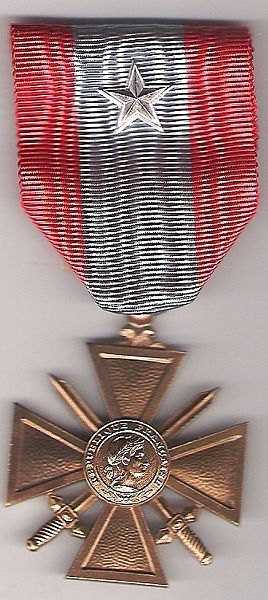
Croix de guerre des théâtres d'opérations extérieures.

## voir aussi